# Зденек Григера
Зденек Григера (чеськ. Zdeněk Grygera, нар. 14 травня 1980, Прілепи) — колишній чеський футболіст, що грав на позиції захисника.

## Клубна кар'єра
Народився 14 травня 1980 року в селі Прілепи. Вихованець юнацьких команд футбольних клубів «Голешов» та «Світ» (Злін).
У дорослому футболі дебютував 1997 року виступами за «Світ» (Злін), в якому провів один сезон, взявши участь у 20 матчах чемпіонату.
Після цього два сезони виступав у клубі «Дрновіце», після чого був запрошений до одного з грандів — столичної «Спарти»), з якою протягом трьох років двічі виборював титул чемпіона Чехії.
Своєю грою за останню команду привернув увагу представників тренерського штабу нідерландського «Аякса», до складу якого приєднався 2003 року. Відіграв за команду з Амстердама наступні чотири сезони своєї ігрової кар'єри. За цей час додав до переліку своїх трофеїв титул чемпіона Нідерландів, виграв Суперкубок Нідерландів, а також двічі ставав володарем Кубка Нідерландів.
2006 року Зденек збирався перейти в «Ювентус», але через скандал в італійському футболі угода провалилася, і Григера продовжив грати за «Аякс», який дозволив йому покинути клуб влітку 2007 року на правах вільного агента. 10 січня 2007 року, технічний директор «Аякса» Мартін Ван Гіл заявив, що після закінчення контракту Григера переходить у туринський «Ювентус». Після переходу Зденек заявив, що пишається тим, що грає в одній команді з Павлом Недведом. 
У складі туринського клубу провів наступні чотири роки своєї кар'єри гравця. Більшість часу, проведеного у складі «Ювентуса», був основним гравцем захисту команди, зігравши за цей час в усіх турнірах за клуб 114 матчів, в яких забив 3 голи..
30 серпня 2011 року було оголошено про розірвання контракту між «Ювентусом» та Григерою з обопільної згоди. Наступного дня було оголошено про підписання Григерою контракту з англійським «Фулхемом» строком на один рік з можливістю продовження. 
У грудні 2012 року Григера оголосив про завершення своєї професійної кар'єри. Причиною стала тривала травма коліна та стегна.

## Виступи за збірні
1997 року дебютував у складі юнацької збірної Чехії, взяв участь у 20 іграх на юнацькому рівні, відзначившись 1 забитими голами.
Протягом 2000–2002 років залучався до складу молодіжної збірної Чехії, з якою 2002 року став переможцем молодіжного Євро в Швейцарії. На молодіжному рівні зіграв у 14 офіційних матчах, забив 1 гол.
15 серпня 2001 року дебютував в офіційних матчах у складі національної збірної Чехії. 
У складі збірної був учасником чемпіонату Європи 2004 року у Португалії, чемпіонату світу 2006 року у Німеччині і чемпіонату Європи 2008 року в Австрії та Швейцарії.
Протягом кар'єри у національній команді, яка тривала 12 років, провів у формі головної команди країни 65 матчів, забивши 2 голи.

## Статистика виступів

### Статистика клубних виступів

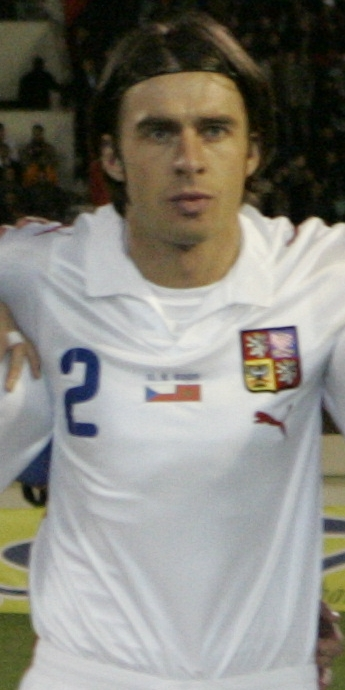
Зденек Гришера у складі збірної Чехії. 11 лютого 2009 року

| Сезон                | Команда              | Чемпіонат            | Чемпіонат | Чемпіонат | Національний кубок | Національний кубок | Національний кубок | Континентальні кубки | Континентальні кубки | Континентальні кубки | Інші змагання | Інші змагання | Інші змагання | Усього | Усього |
| Сезон                | Команда              | Ліга                 | Ігор      | Голів     | Ліга               | Ігор               | Голів              | Ліга                 | Ігор                 | Голів                | Ліга          | Ігор          | Голів         | Ігор   | Голів  |
| -------------------- | -------------------- | -------------------- | --------- | --------- | ------------------ | ------------------ | ------------------ | -------------------- | -------------------- | -------------------- | ------------- | ------------- | ------------- | ------ | ------ |
| 1997-98              | «Світ» (Злін)        | ГЛ                   | 20        | 1         | КЧ                 | X                  | X                  | —                    | —                    | —                    | —             | —             | —             | X      | X      |
| 1998-99              | «Дрновіце»           | ГЛ                   | 25        | 0         | КЧ                 | X                  | X                  | —                    | —                    | —                    | —             | —             | —             | X      | X      |
| 1999-00              | «Дрновіце»           | ГЛ                   | 29        | 3         | КЧ                 | X                  | X                  | —                    | —                    | —                    | —             | —             | —             | X      | X      |
| Усього за «Дрновіце» | Усього за «Дрновіце» | Усього за «Дрновіце» | 54        | 3         |                    | X                  | X                  |                      |                      |                      |               |               |               | X      | X      |
| 2000-01              | «Спарта» (Прага)     | ГЛ                   | 15        | 0         | КЧ                 | X                  | X                  | ЛЧ                   | 6                    | 0                    | -             | —             | —             | X      | X      |
| 2001-02              | «Спарта» (Прага)     | ГЛ                   | 21        | 1         | КЧ                 | X                  | X                  | ЛЧ                   | 7                    | 0                    | —             | —             | —             | X      | X      |
| 2002-03              | «Спарта» (Прага)     | ГЛ                   | 29        | 1         | КЧ                 | X                  | X                  | ЛЧ+КУЄФА             | 4+4                  | 0                    | —             | —             | —             | X      | X      |
| Усього за «Спарту»   | Усього за «Спарту»   | Усього за «Спарту»   | 65        | 2         |                    | X                  | X                  |                      | 21                   | 0                    |               |               |               | X      | X      |
| 2003-04              | «Аякс»               | Е                    | 20        | 0         | КН                 | X                  | X                  | ЛЧ                   | 4                    | 0                    | СН            | 0             | 0             | X      | X      |
| 2004-05              | «Аякс»               | Е                    | 18        | 4         | КН                 | X                  | X                  | ЛЧ+КУЄФА             | 5+0                  | 0                    | СН            | 1             | 0             | X      | X      |
| 2005-06              | «Аякс»               | Е                    | 18        | 1         | КН                 | X                  | X                  | ЛЧ                   | 8                    | 0                    | СН            | 1             | 0             | X      | X      |
| 2006-07              | «Аякс»               | Е                    | 22        | 3         | КН                 | 2                  | 0                  | ЛЧ+КУЄФА             | 0+5                  | 0+1                  | СН            | 0             | 0             | 29     | 4      |
| Усього за «Аякс»     | Усього за «Аякс»     | Усього за «Аякс»     | 78        | 8         |                    | X                  | X                  |                      | 22                   | 1                    |               | 2             | 0             | X      | X      |
| 2007-08              | «Ювентус»            | A                    | 24        | 1         | КІ                 | 3                  | 0                  | —                    | —                    | —                    | —             | —             | —             | 27     | 1      |
| 2008-09              | «Ювентус»            | A                    | 31        | 2         | КІ                 | 4                  | 0                  | ЛЧ                   | 8                    | 0                    | —             | —             | —             | 43     | 2      |
| 2009-10              | «Ювентус»            | A                    | 19        | 0         | КІ                 | 2                  | 0                  | ЛЧ+ЛЄ                | 1+3                  | 0+0                  | -             | —             | —             | 25     | 0      |
| 2010-11              | «Ювентус»            | A                    | 13        | 0         | КІ                 | 2                  | 0                  | ЛЄ                   | 4                    | 0                    | -             | —             | —             | 19     | 0      |
| Усього за «Ювентус»  | Усього за «Ювентус»  | Усього за «Ювентус»  | 87        | 3         |                    | 11                 | 0                  |                      | 16                   | 0                    |               |               |               | 114    | 3      |
| 2011-12              | «Фулгем»             | ПЛ                   | 5         | 0         | КА+КЛ              | 0+1                | 0+0                | ЛЄ                   | 2                    | 0                    | —             | —             | —             | 8      | 0      |
| Усього за кар'єру    | Усього за кар'єру    | Усього за кар'єру    | 309       | 17        |                    | X                  | X                  |                      | 61                   | 1                    |               | 2             | 0             | X      | X      |

### Статистика виступів за збірну
| Дата       | Місто            | Господарі          | Результат | Гості              | Турнір             | Голи | Примітки |
| ---------- | ---------------- | ------------------ | --------- | ------------------ | ------------------ | ---- | -------- |
| 15/08/2001 | Дрновіце         | Чехія              | 5 – 0     | Південна Корея     | товариський матч   | -    |          |
| 01/09/2001 | Рейк'явік        | Ісландія           | 3 – 1     | Чехія              | Відбір до ЧС 2002  | -    |          |
| 05/09/2001 | Тепліце          | Чехія              | 3 – 2     | Мальта             | Відбір до ЧС 2002  | -    |          |
| 06/10/2001 | Прага            | Чехія              | 6 – 0     | Болгарія           | Відбір до ЧС 2002  | -    |          |
| 10/11/2001 | Брюссель         | Бельгія            | 1 – 0     | Чехія              | Відбір до ЧС 2002  | -    |          |
| 12/02/2002 | Нікосія          | Чехія              | 2 – 0     | Угорщина           | товариський матч   | -    |          |
| 21/08/2002 | Оломоуц          | Чехія              | 4 – 1     | Словаччина         | товариський матч   | -    |          |
| 06/09/2002 | Прага            | Чехія              | 5 – 0     | Сербія             | товариський матч   | -    |          |
| 12/10/2002 | Кишинів          | Молдова            | 0 – 2     | Чехія              | Відбір до ЧЄ 2004  | -    |          |
| 16/10/2002 | Тепліце          | Чехія              | 2 – 0     | Білорусь           | Відбір до ЧЄ 2004  | -    |          |
| 20/11/2002 | Тепліце          | Чехія              | 3 – 3     | Швеція             | товариський матч   | -    |          |
| 12/02/2003 | Париж            | Франція            | 0 – 2     | Чехія              | товариський матч   | -    |          |
| 29/03/2003 | Роттердам        | Нідерланди         | 1 – 1     | Чехія              | Відбір до ЧЄ 2004  | -    |          |
| 02/04/2003 | Прага            | Чехія              | 4 – 0     | Австрія            | Відбір до ЧЄ 2004  | -    |          |
| 30/04/2003 | Тепліце          | Чехія              | 4 – 0     | Туреччина          | Відбір до ЧЄ 2004  | -    |          |
| 11/06/2003 | Оломоуц          | Чехія              | 5 – 0     | Молдова            | Відбір до ЧЄ 2004  | -    |          |
| 06/09/2003 | Мінськ           | Білорусь           | 1 – 3     | Чехія              | Відбір до ЧЄ 2004  | 1    |          |
| 10/09/2003 | Прага            | Чехія              | 3 – 1     | Нідерланди         | Відбір до ЧЄ 2004  | -    |          |
| 18/02/2004 | Палермо          | Італія             | 2 – 2     | Чехія              | товариський матч   | -    |          |
| 02/06/2004 | Прага            | Чехія              | 3 – 1     | Болгарія           | товариський матч   | -    |          |
| 06/06/2004 | Тепліце          | Чехія              | 2 – 0     | Естонія            | товариський матч   | -    |          |
| 15/06/2004 | Авейру           | Чехія              | 2 – 1     | Латвія             | ЧЄ 2004 - 1-й етап | -    |          |
| 19/06/2004 | Авейру           | Чехія              | 3 – 2     | Нідерланди         | ЧЄ 2004 - 1-й етап | -    |          |
| 27/06/2004 | Порту            | Чехія              | 3 – 0     | Данія              | ЧЄ 2004 - 1-й етап | -    |          |
| 01/07/2004 | Порту            | Чехія              | 0 – 1     | Греція             | ЧЄ 2004 - півфінал | -    |          |
| 18/08/2004 | Прага            | Чехія              | 0 – 0     | Греція             | товариський матч   | -    |          |
| 08/09/2004 | Амстердам        | Нідерланди         | 2 – 0     | Чехія              | Відбір до ЧС 2006  | -    |          |
| 13/10/2004 | Єреван           | Вірменія           | 0 – 3     | Чехія              | Відбір до ЧС 2006  | -    |          |
| 17/11/2004 | Скоп'є           | Північна Македонія | 0 – 2     | Чехія              | Відбір до ЧС 2006  | -    |          |
| 04/06/2005 | Ліберець         | Чехія              | 8 – 1     | Андорра            | Відбір до ЧС 2006  | -    |          |
| 08/06/2005 | Тепліце          | Чехія              | 6 – 1     | Північна Македонія | Відбір до ЧС 2006  | -    |          |
| 17/08/2005 | Гетеборг         | Швеція             | 2 – 1     | Чехія              | товариський матч   | -    |          |
| 03/09/2005 | Констанца        | Румунія            | 2 – 0     | Чехія              | Відбір до ЧС 2006  | -    |          |
| 07/09/2005 | Оломоуц          | Чехія              | 4 – 1     | Вірменія           | Відбір до ЧС 2006  | -    |          |
| 08/10/2005 | Прага            | Чехія              | 0 – 2     | Нідерланди         | Відбір до ЧС 2006  | -    |          |
| 12/10/2005 | Гельсінкі        | Фінляндія          | 0 – 3     | Чехія              | Відбір до ЧС 2006  | -    |          |
| 12/11/2005 | Осло             | Норвегія           | 0 – 1     | Чехія              | Відбір до ЧС 2006  | -    |          |
| 16/11/2005 | Прага            | Чехія              | 1 – 0     | Норвегія           | Відбір до ЧС 2006  | -    |          |
| 26/05/2006 | Інсбрук          | Саудівська Аравія  | 0 – 2     | Чехія              | товариський матч   | -    |          |
| 30/05/2006 | Яблонець         | Чехія              | 1 – 0     | Коста-Рика         | товариський матч   | -    |          |
| 03/06/2006 | Прага            | Чехія              | 3 – 0     | Тринідад і Тобаго  | товариський матч   | -    |          |
| 12/06/2006 | Гельзенкірхен    | Чехія              | 3 – 0     | США                | ЧС 2006 - 1-й етап | -    |          |
| 17/06/2006 | Кельн            | Чехія              | 0 – 2     | Гана               | ЧС 2006 - 1-й етап | -    |          |
| 22/06/2006 | Гамбург          | Італія             | 2 – 0     | Чехія              | ЧС 2006 - 1-й етап | -    |          |
| 16/08/2006 | Угерске Градіште | Чехія              | 1 – 3     | Сербія             | товариський матч   | -    |          |
| 07/10/2006 | Ліберець         | Чехія              | 7 – 0     | Сан-Марино         | Відбір до ЧЄ 2008  | -    |          |
| 11/10/2006 | Дублін           | Ірландія           | 1 – 1     | Чехія              | Відбір до ЧЄ 2008  | -    |          |
| 15/11/2006 | Прага            | Чехія              | 1 – 1     | Данія              | товариський матч   | -    |          |
| 28/03/2007 | Ліберець         | Чехія              | 1 – 0     | Кіпр               | Відбір до ЧЄ 2008  | -    |          |
| 22/08/2007 | Відень           | Австрія            | 1 – 1     | Чехія              | товариський матч   | -    |          |
| 17/11/2007 | Прага            | Чехія              | 3 – 1     | Словаччина         | Відбір до ЧЄ 2008  | 1    |          |
| 06/02/2008 | Ларнака          | Чехія              | 0 – 2     | Польща             | товариський матч   | -    |          |
| 27/05/2008 | Прага            | Чехія              | 2 – 0     | Литва              | товариський матч   | -    |          |
| 07/06/2008 | Базель           | Швейцарія          | 0 – 1     | Чехія              | ЧЄ 2008 - 1-й етап | -    |          |
| 11/06/2008 | Женева           | Чехія              | 1 – 3     | Португалія         | ЧЄ 2008 - 1-й етап | -    |          |
| 15/06/2008 | Женева           | Чехія              | 2 – 3     | Туреччина          | ЧЄ 2008 - 1-й етап | -    |          |
| 20/08/2008 | Лондон           | Англія             | 2 – 2     | Чехія              | товариський матч   | -    |          |
| 10/09/2008 | Белфаст          | Північна Ірландія  | 0 – 0     | Чехія              | Відбір до ЧС 2010  | -    |          |
| 11/10/2008 | Хожув            | Польща             | 2 – 1     | Чехія              | Відбір до ЧС 2010  | -    |          |
| 11/02/2009 | Касабланка       | Марокко            | 0 – 0     | Чехія              | товариський матч   | -    |          |
| 28/03/2009 | Марибор          | Словенія           | 0 – 0     | Чехія              | Відбір до ЧС 2010  | -    |          |
| 01/04/2009 | Прага            | Чехія              | 1 – 2     | Словаччина         | Відбір до ЧС 2010  | -    |          |
| 12/08/2009 | Прага            | Чехія              | 3 – 1     | Бельгія            | товариський матч   | -    |          |
| 05/09/2009 | Братислава       | Словаччина         | 2 – 2     | Чехія              | Відбір до ЧС 2010  | -    |          |
| 09/09/2009 | Угерске Градіште | Чехія              | 7 – 0     | Сан-Марино         | Відбір до ЧС 2010  | -    |          |
| Усього     |                  | Матчів             | 65        |                    | Голів              | 2    |          |

## Титули і досягнення

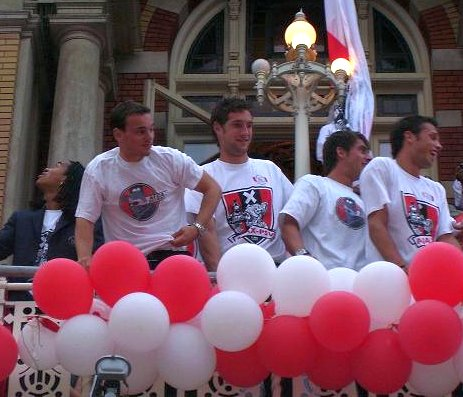
Зденек Григера (другий праворуч) з партнерами по «Аяксу» святкують перемогу у Кубку Нідерландів 2006 року

### Клубна
- Чемпіон Чехії (2):

«Спарта» (Прага): 2000-01, 2002-03
- Чемпіон Нідерландів (1):

«Аякс»: 2003-04
- Володар Кубка Нідерландів (2):

«Аякс»: 2005-06, 2006-07
- Володар Суперкубка Нідерландів (2):

«Аякс»: 2005, 2006

### Збірна
- Чемпіон Європи (U-21): 2002
- Бронзовий призер чемпіонату Європи: 2004